# スクラブ半径

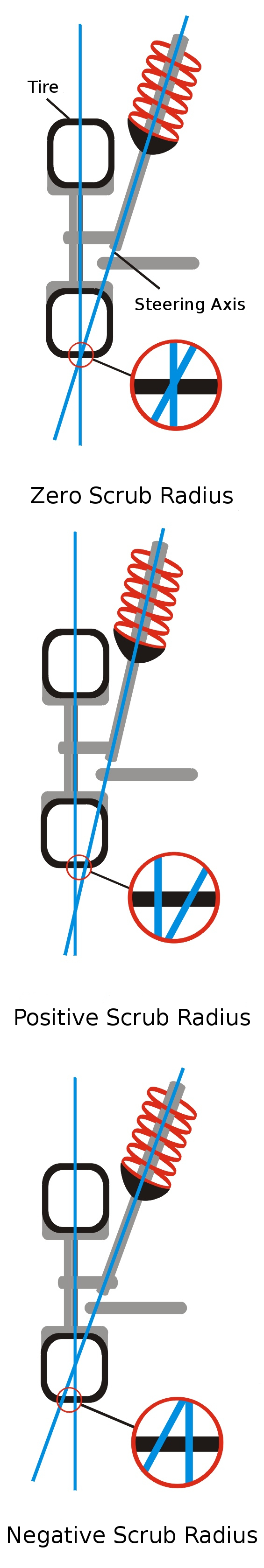
ゼロスクラブ半径（上）、正のスクラブ半径（中央）、負のスクラブ半径（下）

スクラブ半径（スクラブはんけい、英語: scrub radius）またはキングピンオフセット（kingpin offset）は、キングピン軸と車輪の接地面の中心との間の正面図での距離である。スピンドルオフセットとも呼ばれる。どちらも理論的に路面に接触する点を考える。スクラブ半径は正、負、またはゼロの値を取る。
ステアリングの傾きと呼ばれるキングピン軸は、ステアリングナックルの上部および下部回転軸間の直線である。
キングピン軸の交点が接触面の中心よりも車外側にある時、スクラブ半径は負となる。接触面よりも車内側にある時は正となる。スクラブ半径という用語は、正モードあるいは負モードのいずれにおいても、タイヤがその中心線で曲がらず（旋回中に路面を擦る〔スクラブする〕）、増大した摩擦のために車輪を切るためにより大きな力が必要となる事実に由来している。
長年、自動車では大きな正の値（100 mm）のスクラブ半径が使われた。この利点は、ブレーキを踏んでいなければ、車輪を切るとタイヤが転がるため、駐車する時の労力が減ることである。
小さなスクラブ半径の利点は、ブレーキ入力に対してステアリングの感受性が低くなることである。より大きなスクラブ半径は、内輪を地面に押し付けることによって路面感覚を向上させる。
負のスクラブ半径の利点は、スプリットμ制動操作（路面との摩擦係数が左右非対称な状況でのブレーキング）に対して、あるいはブレーキ回路の片方の故障に対して自然に埋め合わせをしてくれることである。また、タイヤがパンクした際に中心点ステアリングが起きることで、パンク時に安定性と操舵制御性が高まる。
ステアリング軸が路面と接触する点が、タイヤが転舵する支点旋回点である。ホイールオフセットが変化するとスクラブ半径が変化する。例えば、ホイールが車のボディから外側に押し出されると、スクラブ半径はより正の値を取る。旧式の車はゼロに非常に近いスクラブ半径を持つ傾向があったのに対して、ABSを搭載した新型の車は負のスクラブ半径を持つ傾向にある。

## ステアリング軸傾斜
ステアリング軸傾斜（steering axis inclination、略称: SAI）またはキングピン傾角は、ステアリング軸の中心線とタイヤの中心接地領域からの垂線との間の（前から見た時の）角度である。

### SAIの効果
SAIによって車輪は旋回後に真っ直ぐな位置に戻ろうとする。ステアリング軸を（車輪から離れて）内側に傾むけることによって、車輪がある方向または逆方向に回るとスピンドル（軸）が上下することになる。スピンドルが弧を描くように動くとタイヤを地面に押し付けることができないため、タイヤ/車輪部位はサスペンションを上げて、その結果、戻ることができるるときに低い（中央）戻り点を見付けようとする。タイヤは真っ直ぐな位置を維持あるいは真っ直ぐな位置に戻ろうとする傾向を持つため、直進安定性を維持するための正のキャスタ角を小さくすることができる。SAIは両方の操舵タイヤが回る時に正のキャンバ角を追加する。SAIによって大きな正のキャスタ角の欠点を負わずに、車両は安定な操縦性を与える。

## スクワーム
スクワーム（squirm、よじれ）はスクラブ半径がゼロの時に起きる。旋回点がタイヤの接地部分の面積のぴったり中心にある時、これは車輪が転舵する時に逆方向に擦り作用を起こす。結果として、タイヤは摩耗し、旋回中に少し不安定化する。

### サスペンションにおける応用
マクファーソン・ストラットを備えた車両は大抵負のスクラブ半径を持つ。スクラブ半径それ自身が直接的に調節可能でなかったとしても、キャンバ角の調節時に上部ステアリング軸点またはスピンドル角が変化すると、スクラブ半径も変化する。これは、ステアリングナックルでキャンバ調節を行うマクファーソンストラットで当て嵌る。キャンバ角は大抵1/4°内に保たれるため、生じるスクラブ半径の差は無視できる。
負のスクラブ半径はトルクステアを減少させ、ブレーキ故障時に車両安定性を向上させる。ショート・ロングアームサスペンションは大抵正のスクラブ半径を持つ。このサスペンションを使うと、スクラブ半径は調節できない。スクラブ半径が（正また負に）大きくなる程、操舵力は少なくて済む。

## 例

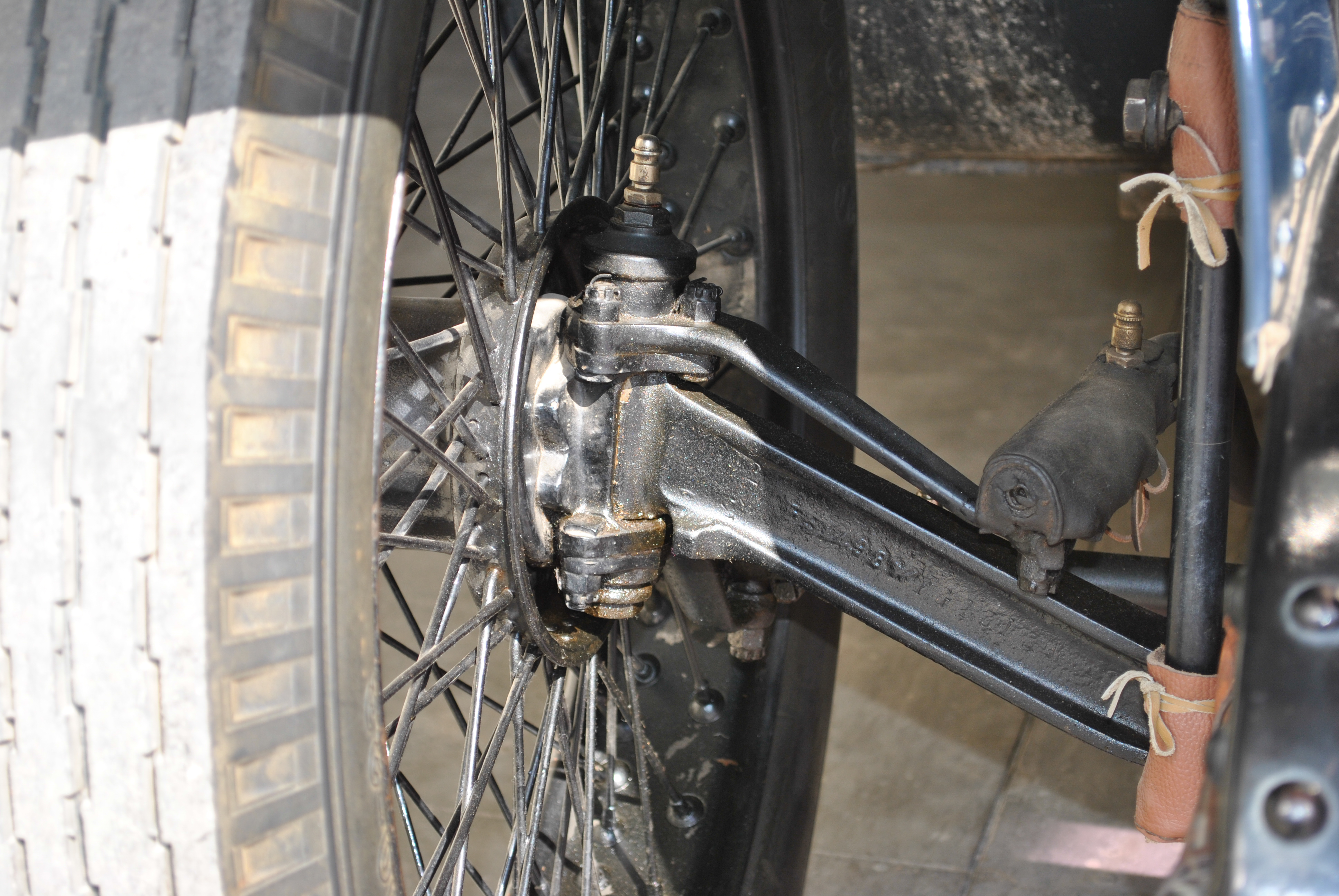
内側に傾斜したキングピン（SAI）とわずかに外側に傾斜したホイール（キャンバ角）を持つヴィンテージカーのサスペンション

初期の全ての自動車は正のスクラブ半径を持っていた。したがってステアリングは摩耗の影響を受けやすく、路面の凸凹に敏感だった。ステアリング軸は地面に対してほとんど垂直で、より小さなあるいは負のスクラブ半径のためにキングピンが占めなければならない空間をスポーク（と後にはブレーキドラムも）が占めていた。スクラブ半径はSAIと正キャンバを大きくすることによって減らすことができた。
負のスクラブ半径を持つおそらく初めての車は1950年にNorbert Stevensonによって開発された三輪フルダモービルである。オールズモビル・トロネードは1965年に、アウディ・80は1972年に負のスクラブ半径を取り入れた。同じく1972年に登場した116シリーズのメルセデス・Sクラスは、18年前のシトロエン・DSと同様に、ゼロ・スクラブ半径のダブルウィッシュボーン式サスペンションを採用した。
BMWはE23でマクファーソンストラットと2つのロッドに分割するロアーウィッシュボーン付きの前車軸を導入した。2つのコントロールロッドはスプリングストラット（ホイールキャリア）上に隣接してマウントされている。その結果、下部旋回点が2つのリンクの縦軸を延長した線の交点よりも外側になる。ホイールキャリアはこの交点とストラットベアリングによって決定される軸を中心に回転する。下部旋回点が外側になるため、SAIはより大きく、スクラブ半径はより小さくなる。